# Kościół św. Faustyny Kowalskiej w Złotnikach
Kościół św. Faustyny Kowalskiej w Złotnikach – rzymskokatolicki kościół filialny, zlokalizowany w Złotnikach (gmina Suchy Las), przy ul. Słonecznej.
Świątynia wzniesiona w latach 1996–1999 dzięki środkom pobliskiej parafii kierskiej, dla uczczenia roku jubileuszowego. Informuje o tym stosowna tablica pamiątkowa. Nabożeństwa w Złotnikach odprawiano początkowo we dworze, następnie obok krzyża przydrożnego. W 1997 rozpoczęto użytkowanie obecnej świątyni. Kamień węgielny poświęcił abp Juliusz Paetz, a poświęcenia kościoła dokonał 5 września 1999.
Architektura obiektu prosta - kościół na rzucie prostokąta, z wysokim, dachem dwuspadowym, który zdobi wysmukła sygnaturka. Przy kościele znajduje się niewielka grota maryjna z ciosów granitowych. 
Kościół parafialny w Jelonku (pod wezwaniem św. Joanny Beretty Molli) jest w budowie - znajduje się przy ul. Złotnickiej 4. Obecnie proboszczem jest ks. Jakub Knychała.